# Polidypsja
Polidypsja – patologicznie wzmożone pragnienie. Jest objawem m.in. cukrzycy i moczówki prostej, a niekiedy ma podłoże psychiczne. Może być przyczyną hiponatremii (której szybkie wyrównanie może prowadzić do mielinolizy środkowej mostu) oraz rabdomiolizy.